# Veslování na Letních olympijských hrách 2012 – mužská čtyřka bez kormidelníka
Soutěž mužské čtyřky bez kormidelníka na Letních olympijských hrách 2012 v Londýně se konala od 30. července do 4. srpna v lokalitě Dorney Lake (Eton Dorney).

## Kalendář
Pozn. Všechny časy jsou v britském letním čase (UTC+1).
| Datum                     | Čas   | Kolo       |
| ------------------------- | ----- | ---------- |
| Pondělí 30. července 2012 | 10:40 | Rozjížďky  |
| Úterý 31. července 2012   | 10:00 | Opravy     |
| Čtvrtek 2. srpna 2012     | 10:10 | Semifinále |
| Sobota 4. srpna 2012      | 10:30 | Finále B   |
| Sobota 4. srpna 2012      | 12:30 | Finále     |

## Výsledky

### Finále A (1. až 6. místo)
| Poř.             | Veslaři                                  | Země                   | Čas     |
| ---------------- | ---------------------------------------- | ---------------------- | ------- |
| Zlatá medaile    | Gregory, James, Reed, Triggs Hodge       | Velká Británie         | 6:03.97 |
| Stříbrná medaile | Chapman, Dunkley-Smith, Ginn, Lockwood   | Austrálie              | 6:05,19 |
| Bronzová medaile | Cole, Gault, Ochal, Rummel               | Spojené státy americké | 6:07.20 |
| 4.               | Christou, Papachristos, Tsilis, Tziallas | Řecko                  | 6:11,43 |
| 5.               | Hendriks, Knab, Meylink, Versluis        | Nizozemsko             | 6:14,78 |
| 6                | Hauffe, Käufer, Schmidt, Seifert         | Německo                | 6:16.37 |